# Agapetus dubitans
Agapetus dubitans är en nattsländeart som först beskrevs av Mclachlan 1879.  Agapetus dubitans ingår i släktet Agapetus och familjen stenhusnattsländor. Inga underarter finns listade i Catalogue of Life.